# Real Madrid Club de Fútbol 1970-1971
Questa voce raccoglie le informazioni riguardanti il Real Madrid Club de Fútbol nelle competizioni ufficiali della stagione 1970-1971.

## Rosa
| N. |                   | Ruolo | Calciatore              |
| -- | ----------------- | ----- | ----------------------- |
|    | Spagna (bandiera) | P     | Miguel Ángel González   |
|    | Spagna (bandiera) | P     | Andrés Junquera         |
|    | Spagna (bandiera) | P     | José Luis Borja         |
|    | Spagna (bandiera) | P     | Antonio Betancort       |
|    | Spagna (bandiera) | D     | Francisco Espíldora     |
|    | Spagna (bandiera) | D     | Fernando Zunzunegui     |
|    | Spagna (bandiera) | D     | Ignacio Zoco            |
|    | Spagna (bandiera) | D     | Juan Carlos Touriño     |
|    | Spagna (bandiera) | D     | Manuel Sanchís Martínez |
|    | Spagna (bandiera) | D     | José Luis López Peinado |
|    | Spagna (bandiera) | D     | Luis María de la Fuente |
|    | Spagna (bandiera) | D     | Pedro de Felipe         |
|    | Spagna (bandiera) | D     | Antonio Calpe           |
|    | Spagna (bandiera) | D     | Gregorio Benito         |
|    | Spagna (bandiera) | D     | Francisco Ballester     |

| N. |                      | Ruolo | Calciatore                  |
| -- | -------------------- | ----- | --------------------------- |
|    | Spagna (bandiera)    | C     | Manuel Velázquez            |
|    | Spagna (bandiera)    | C     | Juan Planelles              |
|    | Spagna (bandiera)    | C     | Pirri                       |
|    | Spagna (bandiera)    | C     | Toni Grande                 |
|    | Spagna (bandiera)    | C     | Fermín Gutiérrez            |
|    | Spagna (bandiera)    | C     | Chato González              |
|    | Spagna (bandiera)    | A     | Fernando Ortuño             |
|    | Argentina (bandiera) | A     | Miguel Ángel Pérez Pilipiux |
|    | Spagna (bandiera)    | A     | Rafael Marañón              |
|    | Spagna (bandiera)    | A     | Francisco Jiménez Martín    |
|    | Spagna (bandiera)    | A     | Ramón Moreno                |
|    | Spagna (bandiera)    | A     | Francisco Gento             |
|    | Paraguay (bandiera)  | A     | Sebastián Fleitas           |
|    | Spagna (bandiera)    | A     | Manuel Bueno                |
|    | Spagna (bandiera)    | A     | Amancio                     |